# 378. strelska divizija (ZSSR)
378. strelska divizija (izvirno rusko 378. стрелковая дивизия; kratica 378. SD) je bila strelska divizija Rdeče armade v času druge svetovne vojne.

## Zgodovina
Divizija je bila ustanovljena septembra 1941 v Ačinsku in razpuščena 3. marca 1945.